# Fräkentjärnen (Sorsele socken, Lappland, 725617-161017)
Fräkentjärnen är en sjö i Sorsele kommun i Lappland och ingår i Skellefteälvens huvudavrinningsområde. Sjön har en area på 0,077 kvadratkilometer och ligger 404,8 meter över havet.

## Delavrinningsområde
Fräkentjärnen ingår i det delavrinningsområde (726072-160833) som SMHI kallar för Utloppet av Storselet. Medelhöjden är 412 meter över havet och ytan är 44,28 kvadratkilometer. Räknas de 2 avrinningsområdena uppströms in blir den ackumulerade arean 112,09 kvadratkilometer. Malån som avvattnar avrinningsområdet har biflödesordning 2, vilket innebär att vattnet flödar genom totalt 2 vattendrag innan det når havet efter 182 kilometer. Avrinningsområdet består mestadels av skog (71 procent) och sankmarker (13 procent). Avrinningsområdet har 2,61 kvadratkilometer vattenytor vilket ger det en sjöprocent på 5,9 procent.